# Olha Beresnieva
Olha Beresnieva –en ucraniano, Ольга Береснєва– (Mariupol, URSS, 12 de octubre de 1985) es una deportista ucraniana que compitió en natación, en la modalidad de aguas abiertas. Ganó una medalla de oro en el Campeonato Europeo de Natación de 2010, en la prueba de 25 km.

## Palmarés internacional
| Campeonato Europeo | Campeonato Europeo | Campeonato Europeo | Campeonato Europeo |
| Año                | Lugar              | Medalla            | Prueba             |
| ------------------ | ------------------ | ------------------ | ------------------ |
| 2010               | Budapest (Hungría) | Medalla de oro     | 25 km              |